# Allegaeon
Allegaeon es una banda estadounidense de death metal originaria de Fort Collins, Colorado, Estados Unidos y recientemente reubicados en la ciudad de Denver, Colorado. Fue fundada en 2008 y han grabado un EP y 6 álbumes de estudio.

## Historia
Allegaeon fue formado a principios de verano en 2008. Inicialmente tocaban en shows pequeños en bares y fiestas privadas en casas alrederedor de toda el área de la ciudad de Fort Collins. En agosto de 2008 grabaron su EP autotitulado de forma independiente, poco después, fueron firmados por Metal Blade Records, y hasta enero de 2010, entraron al estudio y comenzaron a grabar su álbum debut "Fragments of form and function". El álbum fue lanzado en julio de 2010. En enero de 2012, Allegaeon fue a un estudio ubicado en San Diego, California llamado Lambesis Studios que sería lanzado en mayo en el mismo año. "Formshifter", su segundo álbum de estudio. 
En 2013, el guitarrista fundador, Ryan Glisan colaboró en un proyecto con Tim Lambesis de As I Lay Dying y poco después dejó la banda. Fue reemplazado por Michael Stancel. Este mismo año, Allegaeon decidió disponer de un baterista estable, ya que usaban bateristas invitados para los shows y Caja de ritmos para sus álbumes desde el abandono de su primer baterista Jordan Belfast. Así unieron a Brandon Park a la banda. Su tercer álbum "Elements Of The Infinite" fue lanzado en junio de 2014 por Metal Blade Records. Siendo fuertemente aclamado, Gregory Heaney de allmusic le llamó un "creative breakthrough" (en español: "ruptura creativa"). En 2015, Ezra Haynes, cantante gutural de la banda, abandonó esta para concentrarse en proyectos personales. Riley McShane lo reemplazó, temporalmente primero, y luego hasta el 2022, Riley abandona el grupo. En ese año Ezra Haynes se presenta con la banda para apoyo de vocales en vivo para su gira que tenían programada. En 2023 Ezra Haynes regresa a la banda como vocalista principal y de manera permanente.

## Estilo musical
Allegaeon toca una almagación de estilos. A menudo son referidos como una banda de death metal melódico/técnico. Allegaeon toca música de Death Metal e incorporan melodía y tecnicalidad sin perder el sonido de "heavy". También han sido influidos por la música clásica, metal progresivo y thrash metal. Líricamente, se asocian con temas científicos, explorando cosas como la teoría de evolución, la biología, la física, la criónica, las esferas de Dyson, la probabilidad de vida extraterrestre en el universo, y la investigación de células madre.

## Instrumentación
Allegaeon utiliza una configuración instrumental asimilada al denominado "Metal Moderno". Los guitarristas disponen de guitarras de 7 cuerdas, con las cuales arpegian constantemente, en vez de usar acordes. En ocasiones muy singulares, tocan rasgueos similares a los del Djent. Además, para ciertas canciones acústicas, utilizan guitarras acústicas con arpegios de estilo español y piezas orquestadas mediante Secuenciador . La batería posee una configuración de doble pedal, además de variados platillos "hundidos" y numerosos tambores. El bajo utilizado por Archuleta es de 5 cuerdas, en vez de las 4 clásicas. Las voces son siempre de técnica Gutural y Shriek, siendo estos últimos los más recurrentes. Su referencia como mezcla de Death metal melódico y Death metal técnico se debe a su complejidad. Todos los instrumentos son tocados de forma complicada, con recurrentes solos y arpegio mediante Tapping, y sincronizada, logrando armonía melódica en medio de la brutalidad técnica.

## Giras o Tours
Allegaeon ha hecho giras con otras bandas prominentes como As I Lay Dying y Darkest Hour. En 2014 tuvieron su gira más intensa. En agosto, embarcaron en una gira nacional "The Artery Metal Tour", apoyando a bandas como Chimaira y The Plot In You. Inmediatamente después, en septiembre de 2014, Allegaeon toco en varios shows apoyando directamente a la banda Arsis por su décimo aniversario.

## Miembros
Miembros actuales:
1. Greg Burgess: Guitarrista Líder (2008-presente)
2. Brandon Michael: Bajista (2017-presente)
3. Michael Stancel: Guitarrista Rítmico (2013-presente)
4. Brandon Park: Batería (2013-presente)
5. Ezra Haynes: Voz gutural y limpia (2008-2015, 2023-presente)

Miembros Pasados:
1. Riley McShane: Voz gutural y limpia (2015-2022)
2. Ryan Glisan: Guitarrista rítmico (2008-2013)
3. Jordan Belfast: Batería (2008-2011)
4. Corey Archuleta: Bajista, coros (2008-2016)
5. J.P. Andrade: Batería (2011-2013)

Timeline

## Discografía
- Fragments Of Form And Function (2010)
- Formshifter (2012)
- Elements Of The Infinite (2014)
- Proponent For Sentience (2016)
- Apoptosis (2019)
- Damnum (2022)
- The Ossuary Lens (2025)